# 史塔莎諾爐

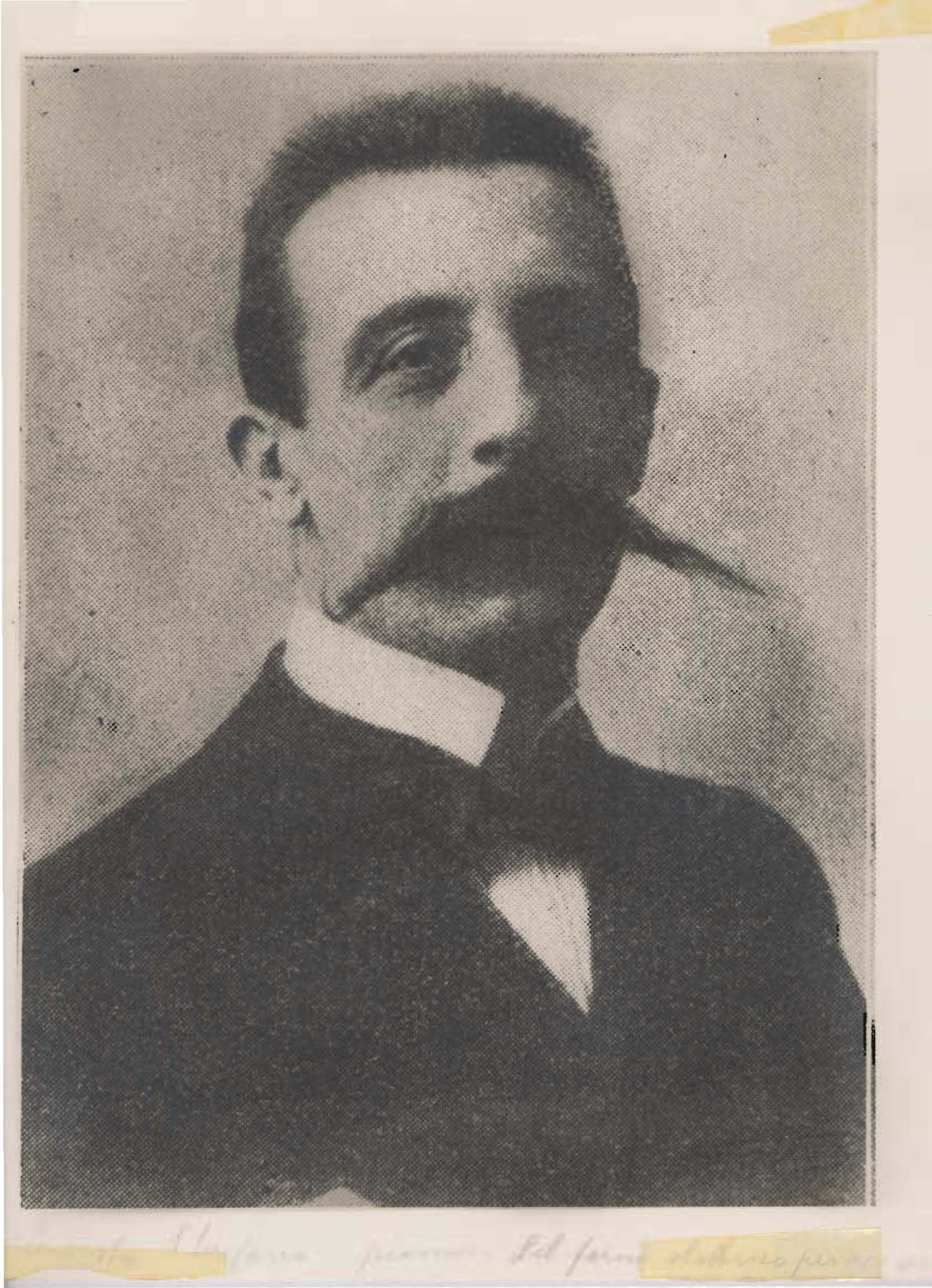
20世紀初的恩內斯托·史塔莎諾。

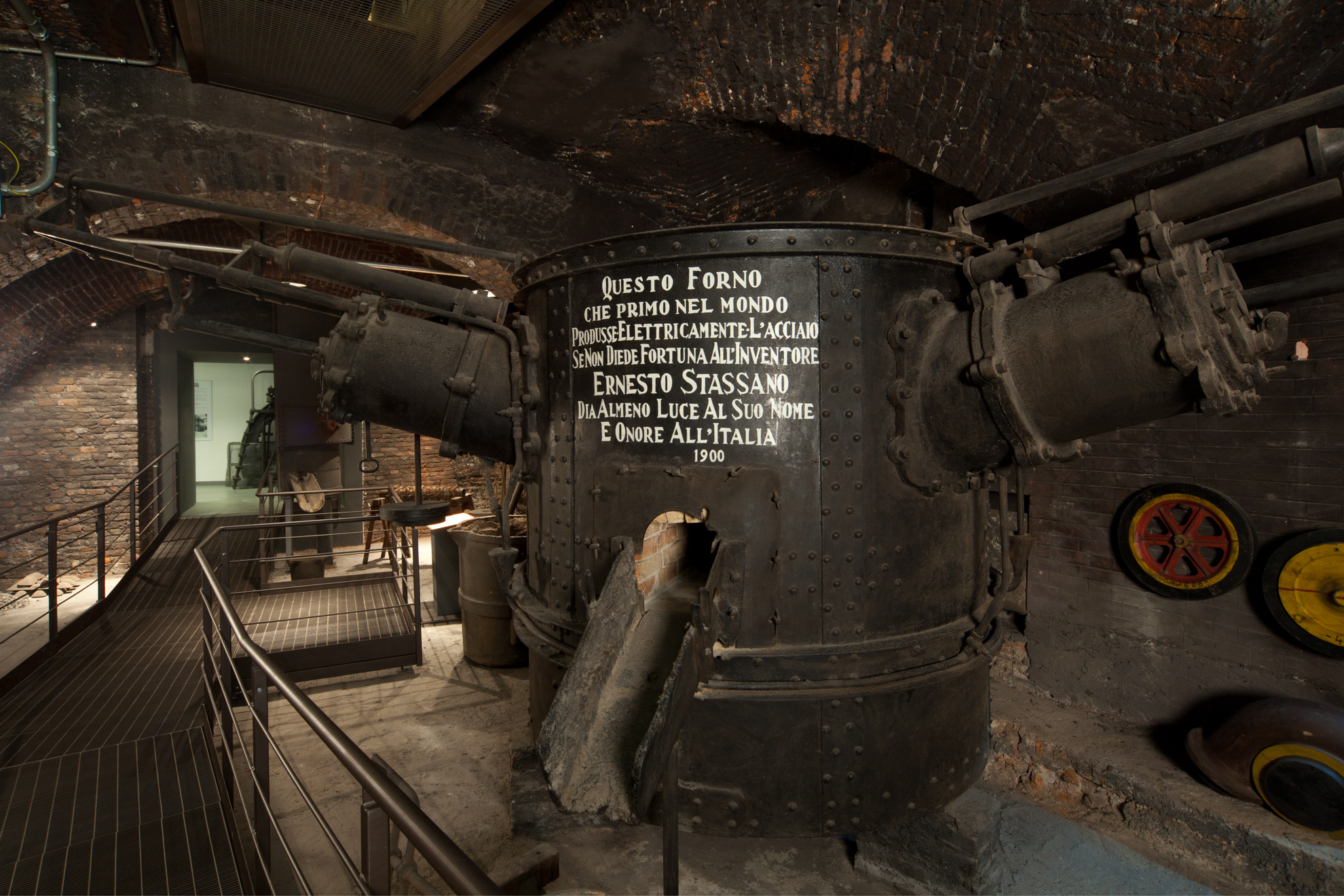
國立科學暨李奧納多·達文西科技博物館所展示的史塔莎諾爐。

史塔莎諾爐（義大利語：Forno Stassano）是早期用來冶煉鋼鐵的一種電弧爐。1898年義大利工程師恩內斯托·史塔莎諾發明此種爐具，史塔莎諾爐是目前已知最早用於鋼鐵冶金的電爐。

## 歷史

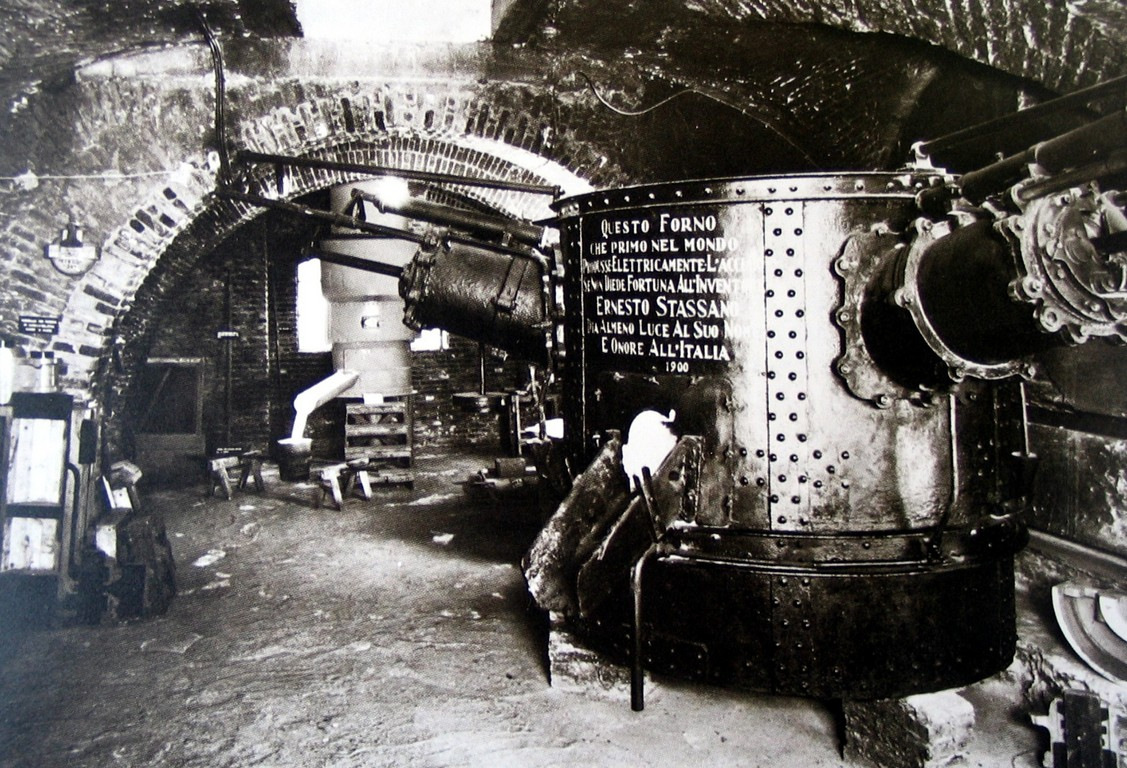
史塔莎諾爐，攝於1920年。

1896年，史塔莎諾在義大利北部的蓬圣马丹工作，開始構思將原本用來生產電土的電還原爐改造成用來冶煉鋼鐵的電弧爐。
1898年，史塔莎諾搬進位於羅馬一座童貞瑪加利大教堂改建而成的工坊。史塔莎諾開始建造他的第一座實驗爐，該爐為小型豎爐，內部載有兩根電極，能夠產生功率95 kW的電弧間接加熱含鐵礦物，還原得到鋼。同年，史塔莎諾在布雷西亞省的達爾福以類似的構造建造了第二座實驗爐進行另一次實驗，這次他的實驗爐配備了功率更高的電極，能夠產生370 kW的電弧。有了前兩次造爐經驗後，史塔莎諾繼續修改爐體構造，減少了電極上方的空間，並區分出爐中電極擺放的位置與鋼產生的位置。史塔莎諾也開始改變進爐料的內容，將原本全由鐵礦石組成的進爐料改成混合了鐵礦石、廢鐵、鑄鐵的進爐料。最終，史塔莎諾造出了能以80%廢鐵與20%鑄鐵為進爐料的電弧爐，生產出價格能與進口鋼鐵匹敵的高品質鋼。
造爐有成後，史塔莎諾將他發明的煉鋼電弧爐及相關的原則、技術申請各國專利。1898年得義大利、奧地利、西班牙、盧森堡、比利時、挪威、英國、瑞典、德國、美國專利。1901年得法國與匈牙利專利。1902年得瑞士專利。
基於達爾福的實驗爐，1901年史塔莎諾造出了他最終型的煉鋼電弧爐，裝在杜林的兵工廠裡。
1904年，史塔莎諾在杜林成立史塔莎諾熱電爐公司（Società Forni Termoelettrici Stassano），這是已知史上第一座稍具規模的電煉鋼廠。該煉鋼廠於1905年啟用，有兩座1噸爐、兩座2噸爐跟一座5噸爐。
之後的幾年裏，歐洲各國與義大利其他城市也逐漸開始使用史塔莎諾爐。1906年與1907年，德國波昂、奧地利聖波爾坦、英國泰恩河畔登斯頓與泰恩河畔新堡、美國橋鎮與雷東多等等城市都相繼出現史塔莎諾爐。1910年，熱那亞的安薩多煉鋼廠（Ansaldo steel plant，鐵路商安薩爾多STS的前身）、米蘭的凡澤第鋼廠（Vanzetti plant，陶瓷商凡都里的前身）也都裝上史塔莎諾爐。
1900年至1915年間，煉鋼電弧爐發展成三大派別，義大利人史塔莎諾的間接電弧爐（輻射加熱型）、法國人保羅·埃魯的絕緣底直接電弧爐（爐床不加熱型）、瑞士佛立堡人保羅·吉侯的通電底直接電弧爐（爐床加熱型）。但隨著時間過去，工業界意識到只有保羅·埃魯的絕緣底直接電弧爐最適合大量生產鋼，以至於自1915年後史塔莎諾爐難逃逐漸被埋沒的命運。

## 結構
間接電弧爐史塔莎諾爐的最終型，有著圓柱形鑄鐵外殼，殼內襯有耐火磚。構造大略能分成兩部分：置有電極的上部、以及坩堝承載進爐料並將之熔融成鋼的下部。
上部之爐壁嵌有三根附連接器的石墨電極，各相夾120°。連接器上覆有水冷銅模，並有液壓系統可以移動電極。電極與地呈近水平放置。上部爐壁中央，相對於坩堝上方，有一裝料口，裝料口外殼為金屬板，內覆耐火材料，殼外有滑輪機構控制裝料口開闔。下部之爐壁，於坩堝相應處有一出鐵口，使煉成之鋼液得以流出。爐頂中央有一根排氣管，加熱時將廢氣導向爐外。

## 運作
史塔莎諾爐熔融廢鐵與鑄鐵，熔融過程中進行脫碳反應，最後生成鋼。
操作過程大略為，先從裝料口倒入待熔進爐料至坩堝。裝料完成後，將電流通入電極，使電極間產生電弧。電弧產生熱量，熱傳以熱輻射的形式將熱量傳給進爐料，因此史塔莎諾爐也被稱為間接電弧爐或輻射電弧爐（indirect or radiant arc device）。前述過程中，可適時重開裝料口裝入更多廢鐵、鑄鐵擴大冶煉成果。當全部進爐料皆熔融後，熔融進爐料進行初級冶煉過程，然後才從出鐵口倒出。 